# Hopfen am See

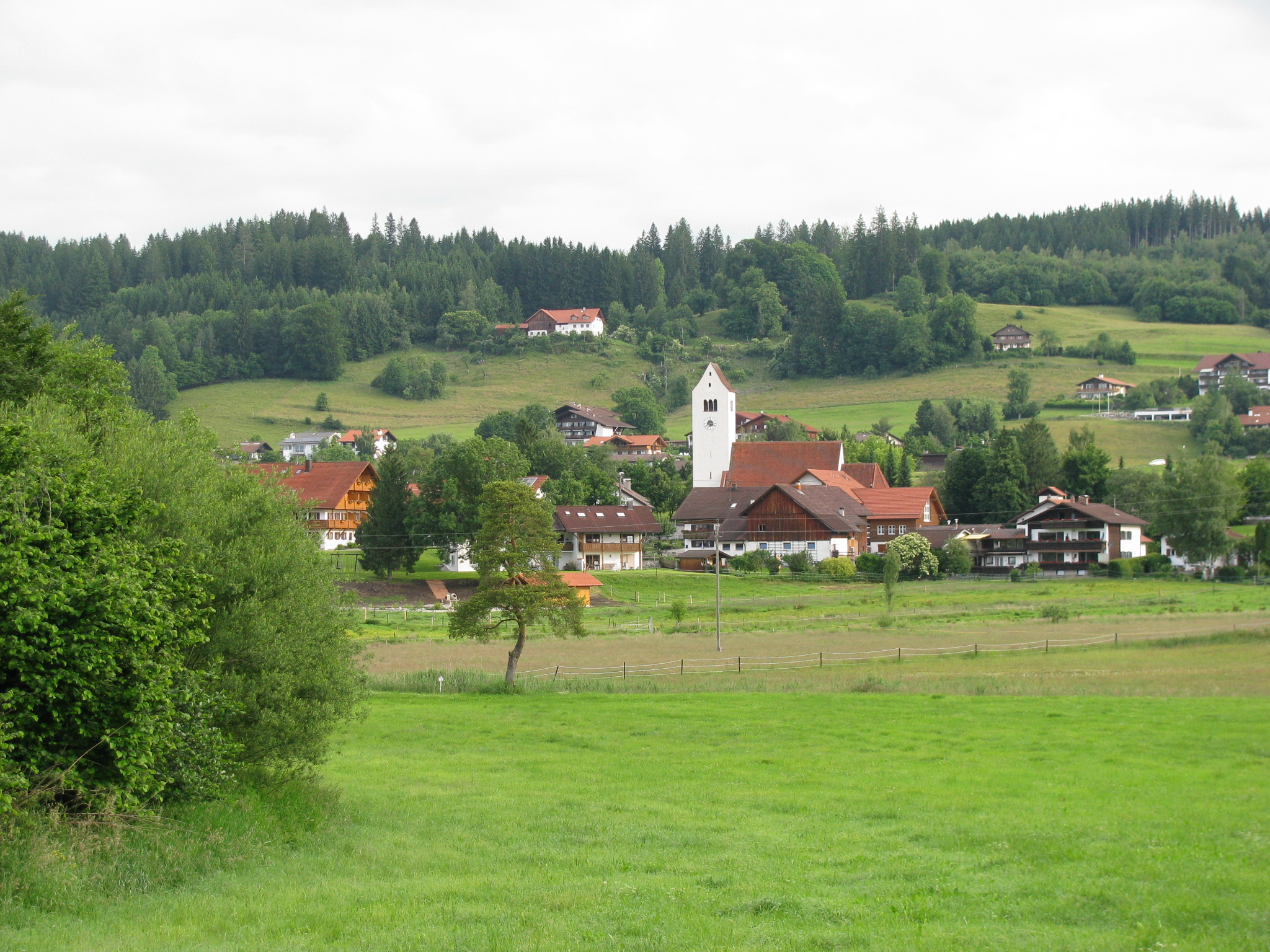
Ortsansicht von Süden

Hopfen am See (bis 1936 Hopfen) ist ein Gemeindeteil der bayerischen Stadt Füssen und eine Gemarkung im schwäbischen Landkreis Ostallgäu.
Der vom Tourismus geprägte Luft- und Kneippkurort liegt am Nordufer des Hopfensees etwa 4 Kilometer nordwestlich von Füssen auf einer Höhe von 801 m über NHN. Es gibt zahlreiche Übernachtungsmöglichkeiten in Kurkliniken, Hotels, Ferienwohnungen und Privatunterkünften sowie einen Campingplatz.
Auf einem Hügel über dem Ort liegt die Ruine der Burg Hopfen.

## Geschichte
Die erste bekannte urkundliche Erwähnung von Hopfen am See stammt aus dem Jahr 1172, damals unter dem Namen de Hophen. Lange Zeit bestand der Ort nur aus wenigen Häusern. Anfang des 20. Jahrhunderts vergrößerte sich die Ortschaft allmählich, und sie bekam den amtlichen Zusatz am See verliehen.
Nach dem Zweiten Weltkrieg begann die Entwicklung zu einem Kur- und Urlaubsort.
Im Rahmen der bayerischen Gemeindegebietsreform wurde am 1. April 1971 die Gemeinde Eschach in die Gemeinde Hopfen am See eingegliedert, die Gemeinde aber am 1. Mai 1978 aufgelöst und nach Füssen eingemeindet. Die Gemeinde Hopfen am See bestand 1961 aus den Gemeindeteilen Hopfen am See, Bebele, Enzensberg, Rohrweiher und Vilser und hatte 342 Einwohner, 193 davon im Pfarrdorf Hopfen am See. Im Jahr 1964 betrug die Gemeindefläche 318,78 Hektar.

## Kultur und Sehenswürdigkeiten
- Die Pfarrkirche St. Peter und Paul wurde 1984 restauriert. Sie ist mit Stuck von Joseph Fischer aus Faulenbach ausgestattet, einem ausgezeichneten Stuckateur seiner Zeit. Ferner sind Freskenfragmente des frühen 15. Jahrhunderts sehenswert, die den Kampf des hl. Georg mit dem Drachen darstellen.
- Die Burg Hopfen war wohl jene namenlose feste Burg nahe Füssen, auf die 1078 der Augsburger Bischof Wigolt während des Investiturstreits flüchtete. Später ausgebaut, diente sie bis 1322 als Sitz des Propstamts Füssen und geriet nach dessen Verlagerung ins Hohe Schloss allmählich in Verwahrlosung und Verfall.[6]

## Infrastruktur
Die nächsten Autobahnanschlussstellen befinden sich seit der Fertigstellung der A 7 bei Nesselwang und Füssen.
Östlich des Ortes verläuft die B 16 nach Füssen. In Füssen und bei Hopferau gibt es Stationen an der Bahnstrecke Marktoberdorf–Füssen (früher gab es an dieser Bahnstrecke auch einen eigenen Haltepunkt Hopfensee).

## Persönlichkeiten
- Johann Martin Fischer (1740–1820), Bildhauer
- Carl Benedek (1902–1967), Kunstmaler und Illustrator, wurde in Hopfen am See beigesetzt
- Jörg Modlmayr (1905–1963), Heimatdichter, lebte und starb in Hopfen am See
- Volker Prechtel (1941–1997), deutscher Theater-, Kino- und Fernsehschauspieler
- Xaver Unsinn (1929–2012), Eishockeyspieler und -trainer
- Paul Ambros (1934–2015), Eishockeyspieler